# Maruzza nepalensis
Maruzza nepalensis är en stekelart som beskrevs av G. Mineo 1982. Maruzza nepalensis ingår i släktet Maruzza och familjen Scelionidae. Inga underarter finns listade i Catalogue of Life.